# رنا ماتسویی
رنا ماتسویی (انگلیسی: Rena Matsui؛ زادهٔ ۲۷ ژوئیهٔ ۱۹۹۱) خواننده، صداپیشه، بازیگر، شخصیت تلویزیونی، مدل و رمان‌نویس ژاپنی است.
از فیلم‌ها یا برنامه‌های تلویزیونی که وی در آن نقش داشته‌است می‌توان به کامن ریدر ساخت: یکی باش (فیلم) اشاره کرد.